# Raphael (Sänger)

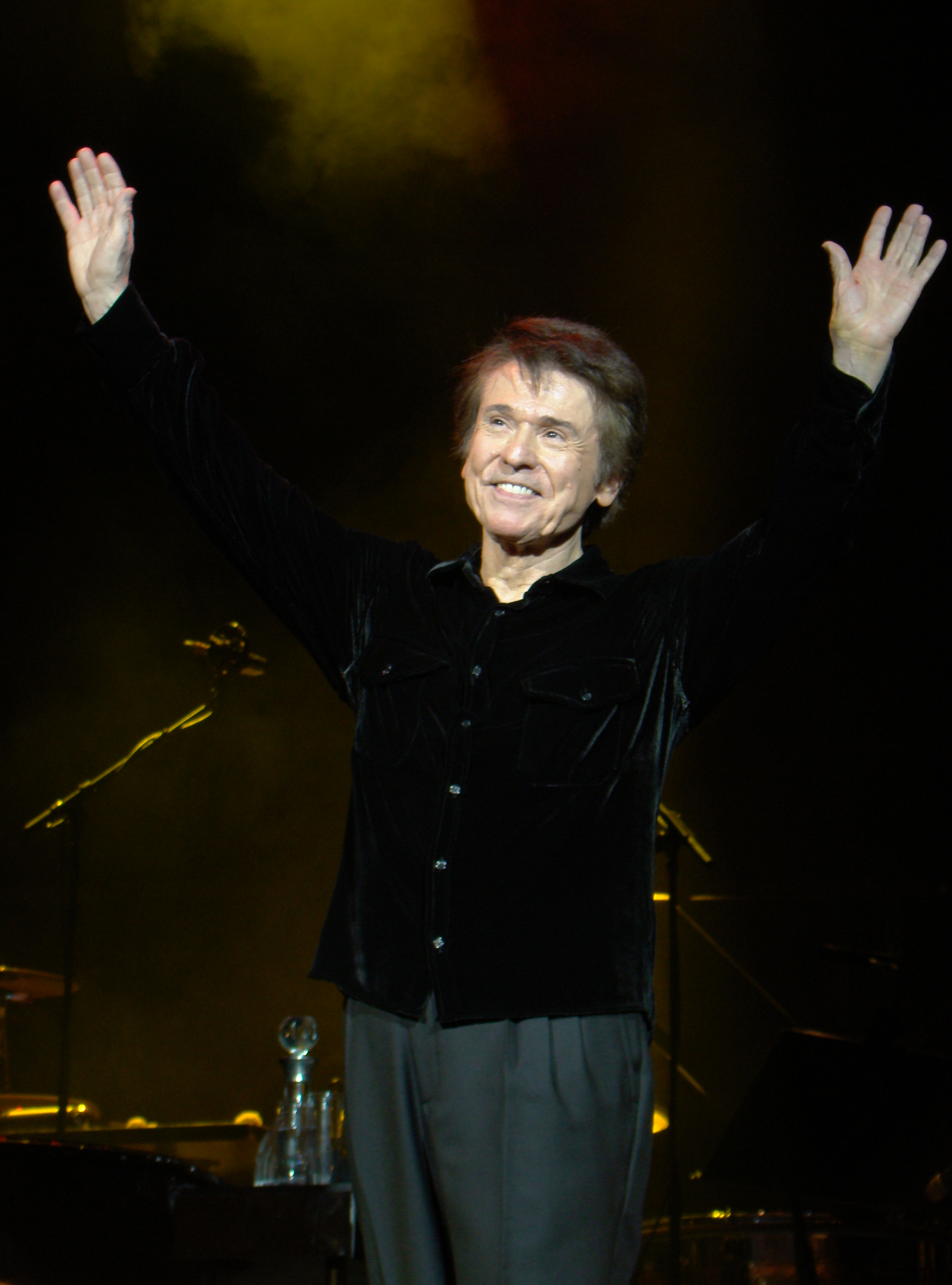
Raphael (2009)

Raphael (eigentlich: Miguel Raphael Martos Sánchez, * 5. Mai 1943 in Linares) ist ein spanischer Sänger.

## Leben und Wirken
Den Beginn seiner Karriere hatte er als 19-Jähriger mit dem Sieg beim internationalen Songfestival Benidorm. Er erhielt einen Plattenvertrag beim Label Hispavox unter dem künstlerischen Leiter Waldo de los Ríos.
Raphael durfte zweimal Spanien beim Eurovision Song Contest vertreten: Beim Wettbewerb 1966 erreichte er mit dem Titel Yo soy aquél den siebten und beim Wettbewerb 1967 mit dem Titel Hablemos del amor den sechsten Platz.
Von da ab begann für ihn eine internationale Karriere mit Auftritten in Nord- und Südamerika, Russland, Japan und Europa. In zehn Spielfilmen, meist spanischen Musikkomödien, war er in den 1960er bis 1970er Jahren zu sehen. 2015 spielte er eine Hauptrolle in der Filmkomödie My Big Night von Álex de la Iglesia, in der er einen alternden Schlagersänger mimt.

## Diskografie

### Alben
| Jahr | Titel Musiklabel                                                        | Höchstplatzierung, Gesamtwochen, AuszeichnungChartsChartplatzierungen (Jahr, Titel, Musiklabel, Platzierungen, Wochen, Auszeichnungen, Anmerkungen) | Anmerkungen                                       |
| Jahr | Titel Musiklabel                                                        | ES | Anmerkungen                                       |
| ---- | ----------------------------------------------------------------------- | --- | ------------------------------------------------- |
| 2004 | Raphael vuelve por navidad                                              | ES55 (55 Wo.)ES | Erstveröffentlichung: 26. November 2004           |
| 2005 | Para todos EMI Music                                                    | ES41 (2 Wo.)ES | Erstveröffentlichung: 14. Juni 2005               |
| 2005 | Maravilloso Warner Music                                                | ES12 Platin · (51 Wo.)ES | Erstveröffentlichung: 21. November 2005           |
| 2006 | Cerca de ti Warner Music                                                | ES30 Gold · (7 Wo.)ES | Erstveröffentlichung: 6. Februar 2006             |
| 2008 | 50 años despúes The Boy on Stage / Universal Music                      | ES1 ×2Doppelplatin · (52 Wo.)ES | Erstveröffentlichung: 2. Dezember 2008            |
| 2009 | 50 años después – Raphael en directo The Boy on Stage / Universal Music | ES15 Gold · (34 Wo.)ES | Erstveröffentlichung: 1. Dezember 2009            |
| 2012 | El reencuentro The Boy on Stage / Universal Music                       | ES3 (20 Wo.)ES | Erstveröffentlichung: 4. Dezember 2012 Livealbum  |
| 2014 | De amor & desamor The Boy on Stage / Universal Music                    | ES4 Gold · (27 Wo.)ES | Erstveröffentlichung: 7. Oktober 2014             |
| 2015 | Sinphónico The Boy on Stage / Universal Music                           | ES5 (39 Wo.)ES | Erstveröffentlichung: 18. September 2015          |
| 2015 | Ven a mi casa esta Navidad The Boy on Stage / Universal Music           | ES70 (4 Wo.)ES | Erstveröffentlichung: 27. November 2015           |
| 2016 | El legado de Raphael Warner Music                                       | ES70 (4 Wo.)ES | Erstveröffentlichung: 3. Juni 2016                |
| 2016 | Infinitos bailes The Boy on Stage / Universal Music                     | ES4 Gold · (3 Wo.)ES | Erstveröffentlichung: 25. November 2016           |
| 2018 | Resinphónico The Boy on Stage / Universal Music                         | ES5 Gold · (55 Wo.)ES | Erstveröffentlichung: 8. November 2018            |
| 2020 | 6.0 The Boy on Stage / Universal Music                                  | ES2 Gold · (33 Wo.)ES | Erstveröffentlichung: 26. November 2020           |
| 2021 | 6.0 en concierto Universal Music                                        | ES15 (8 Wo.)ES | Erstveröffentlichung: 25. November 2021 Livealbum |
| 2022 | Victoria The Boy on Stage / Virgin Records                              | ES5 Gold · (9 Wo.)ES | Erstveröffentlichung: 17. November 2022           |
| 2022 | Raphaelíssimo Warner Music                                              | ES66 (2 Wo.)ES | Erstveröffentlichung: 2. Dezember 2022            |
| 2024 | Ayer… aún The Boy on Stage / Virgin Records                             | ES7 (… Wo.)ES | Erstveröffentlichung: 21. November 2024           |

grau schraffiert: keine Chartdaten aus diesem Jahr verfügbar
Weitere Alben
| - 1965: Al ponerse el sol - 1966: Canta... Raphael - 1967: Digan lo que digan - 1968: El golfo - 1969: Aquí! - 1970: Live at the Talk of the Town - 1970: Aleluya - 1971: Algo más - 1972: Volveré a nacer - 1973: From Here On - 1973: Le llaman Jesús | - 1974: Amor mío - 1974: Qué dirán de mí - 1975: Con el sol de la mañana - 1976: Raphael … canta - 1977: El cantor - 1978: Una forma muy mía de amar - 1980: Y... sigo mi camino - 1980: En vivo - 1981: En carne viva (ES: Gold) - 1983: Enamorado de la vida - 1984: Eternamente tuyo | - 1985: Yo sigo siendo aquel (ES: Platin) - 1986: Toda una vida - 1988: Las apariencias engañan - 1989: Maravilloso corazón, maravilloso - 1990: Andaluz - 1992: Ave fénix - 1994: Fantasía - 1995: Desde el fondo de mi alma - 2001: Raphael, maldito raphael (ES: Gold) - 2003: De vuelta |

### Kompilationen
| Jahr | Titel Musiklabel                                                                      | Höchstplatzierung, Gesamtwochen, AuszeichnungChartsChartplatzierungen (Jahr, Titel, Musiklabel, Platzierungen, Wochen, Auszeichnungen, Anmerkungen) | Anmerkungen                              |
| Jahr | Titel Musiklabel                                                                      | ES | Anmerkungen                              |
| ---- | ------------------------------------------------------------------------------------- | --- | ---------------------------------------- |
| 2010 | Te llevo en el corazón – Tango · Bolero · Ranchera The Boy on Stage / Universal Music | ES3 Platin · (47 Wo.)ES | Erstveröffentlichung: 19. Oktober 2010   |
| 2013 | Mi gran noche The Boy on Stage / Universal Music                                      | ES23 (11 Wo.)ES | Erstveröffentlichung: 16. September 2013 |
| 2017 | Una vida de canciones Warner Music                                                    | ES18 (17 Wo.)ES | Erstveröffentlichung: 24. November 2017  |

Weitere Kompilationen
- 1968: Más Raphael
- 1969: Corazón, corazón
- 1970: Sin un adiós
- 1977: Canciones de México por Raphael
- 1982: Raphael, ayer, hoy y siempre (ES: Gold)
- 1983: El Gavilán
- 1997: Las 30 mejores canciones (1964–1997)
- 1998: Daama, dama
- 2008: 40 años en México
- 2011: México lindo y querido

### EPs
- 1966: Yo soy aquél (ES: Platin)
- 1969: El ángel

### Singles
| Jahr | Titel Album                                            | Höchstplatzierung, Gesamtwochen, AuszeichnungChartsChartplatzierungen (Jahr, Titel, Album, Platzierungen, Wochen, Auszeichnungen, Anmerkungen) | Anmerkungen                                      |
| Jahr | Titel Album                                            | ES | Anmerkungen                                      |
| ---- | ------------------------------------------------------ | --- | ------------------------------------------------ |
| 2009 | Escándalo –                                            | ES41 (5 Wo.)ES | mit David Bisbal Charteinstieg am 4. Januar 2009 |
| 2011 | El Pequeño Tamborilero –                               | ES33 (5 Wo.)ES | Charteinstieg am 25. Dezember 2011               |
| 2016 | Mi gran noche Yo soy aquél (sus éxitos remasterizados) | ES28 Platin · (2 Wo.)ES | Charteinstieg am 3. Januar 2016                  |

Weitere Singles
- 1962: Tu, cupido
- 1965: Los jóvenes enamorados
- 1965: Todas las chicas me gustan
- 1966: Yo soy aquél
- 1967: Hablemos del amor
- 1967: Al ponerse el sol
- 1968: Cuando llega mi amor
- 1968: Tema de amor
- 1969: Dos palomitas
- 1969: Eres tú
- 1970: Halleluja
- 1071: Wie ein Bajazzo
- 1972: A veces llegan cartas
- 1973: Le llaman Jesús
- 1975: El gondolero
- 1981: ¿Qué tal te va sin mí?
- 1983: Provocación
- 1992: Tarántula

### Videoalben
- 2012: El reencuentro (ES: Gold)

## Auszeichnungen für Musikverkäufe
| Goldene Schallplatte - Ecuador - 2020: für das Album 6.0 - Mexiko - 2010: für das Album 50 Años Después – Raphael En Directo - 2010: für das Album Te Llevo En El Corazón – Tango • Bolero • Ranchera | Platin-Schallplatte - Mexiko - 2009: für das Album 50 Años Después |

Anmerkung: Auszeichnungen in Ländern aus den Charttabellen bzw. Chartboxen sind in ebendiesen zu finden.
| Land/RegionAuszeichnungen für Musikverkäufe (Land/Region, Auszeichnungen, Verkäufe, Quellen) | Gold       | Platin     | Verkäufe | Quellen                     |
| -------------------------------------------------------------------------------------------- | ---------- | ---------- | -------- | --------------------------- |
| Ecuador (SOPROFON)                                                                           | Gold1      | —          | 3.000    | Einzelnachweise             |
| Mexiko (AMPROFON)                                                                            | 2× Gold2   | Platin1    | 140.000  | amprofon.com.mx             |
| Spanien (Promusicae)                                                                         | 11× Gold11 | 7× Platin7 | 840.000  | elportaldemusica.es ES2 ES3 |
| Insgesamt                                                                                    | 14× Gold14 | 8× Platin8 |          |                             |